# Le Parfum (série télévisée)
Le Parfum (Parfum) est une série télévisée allemande en six épisodes créée par Oliver Berben et Sarah Kirkegaard. Lancée sur la chaîne ZDFneo le 14 novembre 2018 en Allemagne, elle est diffusée à l'international sur Netflix le 21 décembre 2018. La série est librement inspirée du roman éponyme de Patrick Süskind et du film de 2006 adapté de ce roman,.

## Synopsis
Au milieu des années 1990, six adolescents pensionnaires, quatre garçons et deux filles, se prennent de passion pour le parfum en s'entraînant pour « devenir comme Grenouille », héros du roman de Patrick Süskind. Vingt ans plus tard, l'une des filles est assassinée et son corps mutilé selon une technique susceptible de permettre de capter l'odeur humaine et en créer un puissant parfum. Pressentant que l'auteur du crime va récidiver, l'enquêtrice Nadja Simon, qui entretient une liaison intense et tourmentée avec son supérieur, le procureur Grünberg, se penche sur le passé des cinq anciens amis, marqué par la disparition non-élucidée d'un garçon de 11 ans qui fréquentait le même pensionnat qu'eux.

## Distribution
- Friederike Becht (VF : Fily Keita) : Nadja Simon
- Wotan Wilke Möhring (VF : Vincent Ropion) : Staatsanwalt Grünberg
- Juergen Maurer (VF : Charles Uguen) : Matthias Köhler
- August Diehl (VF : Xavier Béja) : Moritz de Vries
- Ken Duken (VF : Emmanuel Curtil) : Roman Seliger
- Natalia Belitski (VF : Léovanie Raud) : Elena Seliger
- Christian Friedel : Daniel Sluiter, dit « Édenté »
- Trystan Pütter (VF : Thomas Roditi) : Thomas Butsche
- Marc Hosemann : Jens Brettschneider
- Anja Schneider : Elisabeth Grünberg
- Oskar Belton : jeune Roman
- Valerie Stoll : jeune Elena
- Franziska Brandmeier : jeune Katharina
- Albrecht Felsmann : jeune « Édenté »
- Leon Blaschke : jeune Moritz
- Julius Nitschkoff : jeune Butsche
- Carlotta von Falkenhayn (VF : Clara Quilichini) : Elsie
- Susanne Wuest (VF : Laëtitia Lefebvre) : Lydia Suchanow
- Karl Markovics (VF : Christophe Laubion) : père d'Elena
- Roxane Duran : ballerine
- Thomas Thieme (de) : directeur du pensionnat
- Siri Nase : Katharina Läufer, dit « K »

## Épisodes
Les titres des épisodes originaux sont en allemand.
1. L'Ambre gris (Ambra)
2. Le Scatol (Skatol)
3. La Synthèse (Synthese)
4. La Troisième Substance (Die dritte Substanz)
5. Les Notes de cœur (Herzakkord)
6. L'Envoûtement (Fesselung)